# Romanowo (obwód królewiecki)
Romanowo (ros. Рома́ново) – osiedle typu wiejskiego w obwodzie królewieckim Federacji Rosyjskiej, w rejonie zielenogradskim.
Nazwa ros. Романово (Romanovo, Romanowo). Do 1945 r. nazwa niem. Pobethen, Pobeten. Miejscowość położona 25 km na północny wschód od Primorska. Stara wieś pruska w Sambii, wzmiankowana w 1258 r. jako Pobeti. W okolicy szereg stanowisk archeologicznych. W 1260 r. teren spustoszony podczas powstania Prusów przez połączone siły Krzyżaków i inflanckiej gałęzi zakonu krzyżackiego. 1283 tereny spustoszone przez Litwinów. Pod koniec XIII w. zbudowany zamek krzyżacki, siedziba komornictwa (niem. Kammeramt). Jednoskrzydłowy zamek, spustoszony 1525 podczas powstania chłopskiego, odtąd w stanie upadku. Wznosił się na zachód od kościoła, na półwyspie nad Stawem Młyńskim (Mühlenteich) i otoczony był kamiennym murem na rzucie zbliżonym do kwadratu.
Kościół parafialny jest budowlą gotycką z XIV w., wzniesioną z kamieni polnych z dodatkiem cegły. (w 1321 r. był wzmiankowany proboszcz Konrad). Był gruntownie odnawiany w 1773 r., wieża ponownie po uderzeniu pioruna w 1798 w 1888 r. został otynkowany z zewnątrz i wewnątrz. Jest jednonawowy, czteroprzęsłowy, z prostokątnym prezbiterium z ozdobnym szczytem i z później dodaną wieżą od zachodu. Wnętrze pierwotnie krył drewniany strop, następnie sklepienie gwiaździste. Tynkowane ściany były zdobione średniowiecznymi malowidłami, ponadto istniały malowane drzwiczki sakrarium z wyobrażeniem Chrystusa Boleściwego. Bogato rzeźbiony ołtarz był manierystyczny z około 1600 r., natomiast XVII-wieczna ambona, organy, empory i baptysterium z 1684 r. były barokowe. Po 1945 r. kościół był wykorzystywany jako magazyn. Od 1988 r. opuszczony, runęły dachy i sklepienia. Na ścianach widoczne są spod tynków pozostałości gotyckich malowideł. Ruiny miały być przekazane Kościołowi Prawosławnemu, jednak jak dotąd do tego nie doszło i ich stan ulega dalszemu pogorszeniu.
Pastorem w Pobethen w latach 1540–1575 był ks. Abel Will, autor niemiecko-pruskiego Małego Katechizmu Marcina Lutra (Królewiec 1561), wydanego na zlecenie księcia Albrechta, jednego z nielicznych zabytków pisanych w tym zaginionym języku. Relikty pogańskich obyczajów przetrwały w okolicy aż do pierwszej połowy XVI w.
Przed 1945 r. we wsi znajdowała się kaplica baptystów (de: Missionshaus Immanuel), należąca do zboru założonego w 1859 r. Dwudziestowieczny budynek zachował się. W latach 20. XX w. został zorganizowany zbór nowoapostolski.
W położonym 5 km na wschód Roszczino (ru: Рощино, Roščino, Roschino) – dawnym majątku de: Grünhoff, Christian Eltester z Poczdamu wzniósł w końcu XVII w. pałac. Od 1814 był własnością feldmarszałka hrabiego Friedricha Wilhelma Bülowa von Dennewitz, który tam spoczął w specjalnie wzniesionym mauzoleum. Pałac został przebudowany w latach 1851–1854. Budowla, choć zdewastowana, ocalała do chwili obecnej.